# Alpu (Eskişehir)
Alpu ist eine Stadtgemeinde (Belediye) im gleichnamigen Ilçe (Landkreis) der Provinz Eskişehir in der türkischen Region Zentralanatolien und gleichzeitig ein Stadtbezirk der 1993 gebildeten Büyükşehir Belediyesi Eskişehir (Großstadtgemeinde/Metropolprovinz). Alpu ist seit der Gebietsreform ab 2013 flächen- und einwohnermäßig identisch mit dem Landkreis.

## Geografie
Der Ilçe liegt im nördlichen Zentrum der Provinz. Er grenzt im Osten an Mihalıççık und Beylikova, im Süden an Mahmudiye, im Westen an Odunpazarı und Tepebaşı, im Nordwesten an Sarıcakaya und im Norden an die Provinz Ankara. Durch Alpu führt eine Verbindungsstraße von Eskişehir und Mahmudiye nach Mihalıççık. Die Stadt liegt im Tal des Flusses Porsuk Çayı, nördlich davon liegt ein Teil des Gebirges Sündiken Dağları.
Die Nordgrenze des Landkreises zur Provinz Ankara bildet der Fluss Sakarya, der dort zu den Stauseen Gökçekaya Barajı und Yenice Barajı aufgestaut wird. Im Südosten des Kreises liegt mit dem Yayıklı Göleti ein weiterer, kleinerer Stausee.
Laut Stadtlogo bekam Alpu schon 1954 den Status einer Gemeinde (Belediye) und wurde 1987 als eigener Landkreis selbständig. Bis dahin war er als Bucak Alpu Teil des zentralen Landkreises (Merkez) Eskişehir.
Durch Alpu führt die Bahnlinie von Istanbul-Haydarpaşa nach Ankara.

## Verwaltung
(Bis) Ende 2012 bestand der Landkreis neben der Kreisstadt aus den beiden Stadtgemeinden (Belediye) Bozan und Osmaniye sowie 27 Dörfern (Köy), die während der Verwaltungsreform 2013/2014 in Mahalle (Stadtviertel/Ortsteile) überführt wurden. Die vier bestehenden Mahalle der Kreisstadt blieben erhalten, während die vier Mahalle der zwei o. g. anderen Belediye vereint und zu je einem Mahalle zusammengefasst wurden. Durch Herabstufung dieser Belediye und der Dörfer zu Mahalle stieg deren Anzahl auf 33. Ihnen steht ein Muhtar als oberster Beamter vor.
Ende 2020 lebten durchschnittlich 322 Menschen in jedem Mahalle, 1.434 Einw. im bevölkerungsreichsten (Fevzi Paşa Mah.).

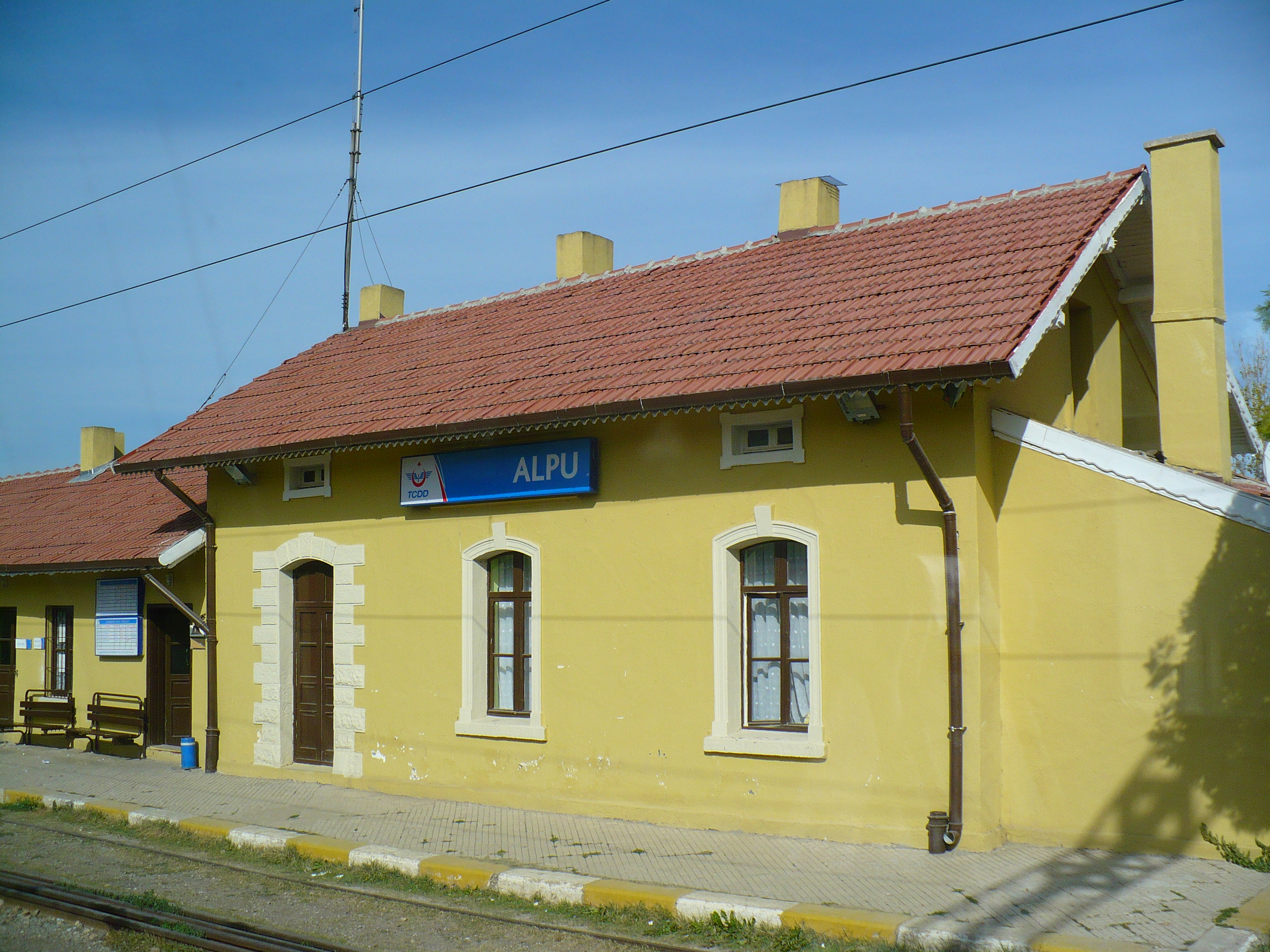
Bahnhof Alpu

## Persönlichkeiten
- Cüneyt Arkın (1937–2022), türkischer Schauspieler